# Sulfobetaine

Beispiel für ein Sulfobetain

Sulfobetaine, auch Sultaine genannt, sind grenzflächenaktive Stoffe und zählen zu den Ampholyten.  Diese Zwitterionen-Verbindungen ähneln strukturell den Betainen, enthalten statt der Carboxylatgruppe (–COO−) jedoch einen, meist als Sulfopropylgruppe vorliegenden, SO3−-Rest.

## Darstellung
Sulfobetaine können durch Reaktion von langkettigen tertiären Aminen mit Propan-1,3-sulton hergestellt werden. Alternativ entstehen bei der Reaktion vom wesentlich unproblematischeren Natrium-3-chlor-2-hydroxypropansulfonat mit Aminen 2-Hydroxypropylsultaine mit einer zusätzlichen, die Hydrophilie der Kopfgruppe verstärkenden, Hydroxygruppe.

## Verwendung
Sulfobetaine spielen eine gewisse Rolle als Amphotenside in Shampoos und Schaumbädern. In der Biochemie werden Sulfobetaine zur Lösung von Proteinen eingesetzt, z. B. bei der 2D-Gelelektrophorese, und zur Anti-Haft-Beschichtung von Oberflächen, wie z. B. bei Quantenpunkten.